# Selfie (canção)
"Selfie" (estilizado como "#SELFIE") é uma música produzida pela dupla de DJ's The Chainsmokers. Ela foi lançada em 29 de janeiro de 2014 pela Dim mak Records.

## Antecedentes e promoção
The Chainsmokers, formados por Andrew Taggart e Alex Pall, perceberam como a palavra "selfie" havia se tornado uma tendência e decidiram aproveitar essa oportunidade. Eles criaram uma demo de uma música contendo um monólogo de uma mulher frequentadora de baladas sobre como tirar boas selfies. A inspiração veio das mulheres que eles viam nas noites de Nova York. Quando estavam compondo a faixa, queriam incorporar a frase "deixa eu tirar uma selfie" de alguma forma.

Em uma entrevista ao The Phoenix New Times, The Chainsmokers descreveram o processo:
"Honestamente, '#Selfie' foi meio que um fenômeno para nós. Nós a fizemos achando engraçado e a lançamos como um remix. Então, a Dim Mak quis comprá-la, e eles a adquiriram e lançaram oficialmente, e fizemos um vídeo para ela. Tudo isso porque achamos divertido. Depois, a música ganhou vida própria. O que, para ser sincero, é ótimo, pois trouxe um novo público que passou a ouvir outras músicas nossas, pelas quais somos mais apaixonados."
A dupla lançou a faixa em sua conta do SoundCloud, além de fazer postagens no Vine e no Instagram.

## Videoclipe
Um videoclipe para a música também foi lançado, apresentando selfies de personalidades como Steve Aoki, Snoop Dogg, David Hasselhoff,Tyler Breeze, o DJ canadense A-Trak, Darth Vader e Ian Somerhalder, entre outros. Oliver Luckett, CEO da empresa de marketing de mídia social TheAudience, comentou que a canção "cumpre com o esperado – um remix de garotas brancas de m*rda convidando para uma balada". A TheAudience foi responsável por apresentar The Chainsmokers a Steve Aoki, além de ajudar na criação do vídeo de "#Selfie", que foi lançado no YouTube em 29 de janeiro de 2014, usando redes sociais de celebridades para promovê-lo. Segundo Alex Pall, "o vídeo tinha esse conceito viral por natureza, o que certamente ajudou a impulsioná-lo".

## Composição
"#Selfie" é uma canção de electro house que é principalmente instrumental, embora apresente versos de palavra falada; os vocais femininos não-creditados na música são de Alexis Killacam. A canção fala sobre uma jovem narcisista numa boate, presumivelmente, falando com os amigos, sobre como ela está preocupada em tirar selfies e postá-las em sua conta do Instagram, enquanto critica outras pessoas no clube, incluindo suas roupas, além de ter que lidar com um cara chamado Jason, com quem ela tem uma relação de amor e ódio, embora possa ter uma queda por ele. No final de cada verso falado, ela diz: "Let me take a selfie" ("Deixe-me tirar uma selfie"). A entonação da voz em suas falas tem uma forte semelhança com a abertura do single de 1992 de Sir Mix-A-Lot, "Baby Got Back". De forma semelhante ao "#Selfie", as palavras são críticas em relação ao aparecimento de uma outra garota. As letras fazem várias referências culturais, incluindo o Instagram e a canção de Lana Del Rey, "Summertime Sadness".
A música tem sido comparada ao impacto viral "Harlem Shake" de Baauer. O Chainsmokers explicou que uma de suas intenções iniciais com "#Selfie" era recriar o impacto viral de "Harlem Shake", com o público em geral aceitando a música e talvez, incluindo as suas próprias interpretações junto com a batida. A estrutura tem atraído comparações com o hit de 1982 "Valley Girl", de Frank Zappa e sua filha Moon Unit Zappa.

## Resposta crítica
Miles Raymer do Chicago Reader deu à música um comentário negativo, referindo-se ao álbum como "lixo, um EDM 'pintado por números' com todo o sabor artístico de um software de áudio pré-configurado que faz o "Harlem Shake" soar como Selected Ambient Works Volume II. Mas a música está aí apenas para entregar o meme, e se a música tinha qualquer personalidade, pode ter sido atrapalhada pela hashtag repleta de palavras faladas, que é o verdadeiro foco aqui."

## Desempenho comercial
"#Selfie" estreou na Billboard Dance/Electronic Songs no número 19, na primeira semana vendendo 9.000 downloads digitais de acordo com a Nielsen SoundScan. Na semana seguinte, "#Selfie" vendeu outros 53.000 downloads digitais e estreou no número 55 na Billboard Hot 100, a maior estreia da semana. As vendas levaram a música ao número seis na tabela da Dance/Electronic Songs e ao número três na Dance/Electronic Digital Songs. "#Selfie", além disso, estreou no número sete em Dance/Mix Show Airplay, se tornando a sexta música nos 11 anos de história da tabela, a estrear no topo e a primeira desde Lady Gaga a entrar em número seis, com "Alejandro", em maio de 2010. Em sua terceira semana de lançamento, a canção vendeu 88.000 downloads (64%) até passar para o top 10 da Hot Digital Songs. Ela também atingiu o número 27 na Pop Songs. No Hot 100, a música saltou para o número 28. Ela também entrou na Hot Dance Club Songs no número 33. Na quarta semana, a canção vendeu mais 111.000 downloads digitais e alcançou o número 18 no Hot 100. Ela atingiu o topo da Dance/Electronic Songs, e subiu também em outros gráficos, como Dance/Electronic Streaming Songs (16-7; 1,4 milhões de dólares correntes, de acordo com a Nielsen BDS), Dance/Mix Show Airplay (4-2) e Hot Dance Club Songs (33-19). "#Selfie" vendeu outras 101.000 cópias na semana seguinte e alcançou o número 16 no Hot 100. Em junho de 2014, a canção havia vendido 865.000 cópias nos Estados Unidos.
No Reino Unido, "#Selfie" estreou no número 115 no UK Singles Chart e alcançou o número 42 na semana seguinte. A canção, finalmente, atingiu a posição de número 11 no Reino Unido. Na Austrália, "#Selfie" estreou no número 98 no ARIA Charts, e chegou a alcançar o número 3.
Em 2015, o trio de J-pop MAX lançou uma versão cover da canção, com o nome de "#SELFIE ~ONNA NOW~." A canção foi lançada para comemorar o 20º aniversário da banda.

## Lista de faixas
- Download Digital[22]

1. "#Selfie" – 3:03

- German CD Single[23]

1. "#Selfie" (Original Mix) – 3:04
2. "#Selfie" (Club Mix) – 4:01

- Remixes

1. "#Selfie" (Botnek Remix) – 3:36
2. "#Selfie" (Will Sparks Remix) – 3:52
3. "#Selfie" (Caked Up Remix) – 3:15

## Histórico de lançamento
| Região        | Data                    | Formato          | Rótulo(s) |
| ------------- | ----------------------- | ---------------- | --------- |
| Países baixos | 28 de fevereiro de 2014 | Download Digital | Dim Mak   |
| Suíça         | 28 de fevereiro de 2014 | Download Digital | Dim Mak   |